# (6862) Virgiliomarcon
(6862) Virgiliomarcon – planetoida z grupy pasa głównego asteroid okrążająca Słońce w ciągu 5,66 lat w średniej odległości 3,17 j.a. Została odkryta 11 kwietnia 1991 roku w Osservatorio San Vittore. Nazwa planetoidy pochodzi od Virgilio Marcona (1903–1976), malarza i nauczyciela plastyki w San Donà di Piave pod Wenecją; zajmował się on także konstruowaniem zwierciadeł do teleskopów amatorskich i profesjonalnych.